# Makemake
Makemake, formalmente designado como (136472) Makemake (símbolo: ), é o terceiro maior planeta anão do Sistema Solar e o maior objeto transnetuniano conhecido na população dos cubewanos, com um diâmetro de cerca de dois terços o de Plutão. Possui um satélite conhecido, o S/2015 (136472) 1. Sua superfície é coberta por metano, etano e possivelmente nitrogênio e tem uma baixa temperatura média de cerca de 30 K (-243,2 °C).
Inicialmente conhecido como 2005 FY9 e depois pelo código de planeta menor 136472, Makemake foi descoberto em 31 de março de 2005 no Observatório Palomar, por uma equipe liderada por Michael Brown, e anunciado em 29 de julho de 2005. Recebeu o nome do deus rapanui Makemake. Foi formalmente classificado como plutoide e planeta anão em julho de 2008.

## Descoberta
Makemake foi descoberto em 31 de março de 2005 no Observatório Palomar (em San Diego, Califórnia), por um grupo liderado por Michael E. Brown, e foi anunciado ao público em 29 de julho de 2005, o mesmo dia do anúncio da descoberta de Éris e dois dias depois do anúncio de Haumea.
Apesar de seu brilho relativo (um quinto do brilho de Plutão), Makemake foi descoberto bem depois de outros objetos do Cinturão de Kuiper com um brilho menor do que o dele. A maioria das buscas por planetas menores foram feitas relativamente perto da eclíptica (a região do céu em que o Sol, a Lua e os outros planetas parecem estar, vistos da Terra), devido à maior probabilidade de encontrar objetos lá. É provável que Makemake escapou da primeira pesquisa por causa de sua alta inclinação, e pelo fato de que ele estava na maior distância possível da eclíptica em sua descoberta, no norte da constelação de Coma Berenices.
Além de Plutão, Makemake é o único outro planeta anão brilhante o suficiente para que Clyde Tombaugh pudesse ter descoberto durante sua busca por objetos transnetunianos em 1930. Na época das buscas de Tombaugh, Makemake estava a apenas poucos graus da eclíptica, perto da borda de Taurus e Auriga, com uma magnitude aparente de 16,0. No entanto, essa posição era também muito perto da Via Láctea, portanto a detecção de Makemake ficaria quase impossível com o fundo cheio de estrelas. Tombaugh continuou a procurar por objetos transnetunianos após a descoberta de Plutão, mas sem sucesso.

### Nomeação
A designação provisória 2005 FY9 foi dada a Makemake quando sua descoberta foi publicada. Antes disso, a equipe responsável por sua descoberta o apelidou de "coelho da páscoa", porque sua descoberta foi feita um pouco antes da Páscoa.
2005 FY9 foi oficialmente nomeado em julho de 2008, junto com sua classificação como planeta anão. O nome Makemake, o criador da humanidade e deus da fertilidade dos rapanui, um povo nativo da Ilha de Páscoa, foi escolhido em parte para preservar a conexão do objeto com a Páscoa.

## Classificação
Makemake é classificado como um objeto clássico do cinturão de Kuiper (cubewano), o que significa que sua órbita está longe o suficiente de Netuno para se manter estável a longo prazo. Ao contrário de plutinos, que podem cruzar a órbita de Netuno devido a ressonâncias orbitais 2:3 com o planeta, os objetos clássicos têm perélios mais distantes do Sol, livres das perturbações do planeta. Makemake, com uma inclinação de 29°, é membro da população quente dos cubewanos, que contém os objetos com inclinações maiores que 4°.
Em 24 de agosto de 2006, a União Astronômica Internacional (UAI) anunciou uma definição formal do termo planeta, que incluiu a criação da categoria dos planetas anões, objetos semelhantes a planetas, mas sem dominância orbital. Com essa definição, Plutão, Ceres e Éris foram reclassificados como planetas anões. Em 11 de junho de 2008, foi criada uma subclasse de planeta anão, plutoide, especificamente para planetas anões situados além da órbita de Netuno. Éris e Plutão são, portanto, plutoides, enquanto Ceres (que está no cinturão de asteroides) não é. Foi especificado que todo objeto transnetuniano com uma magnitude absoluta de +1 ou menos seria um plutoide, o que é o caso de Makemake, que tem uma magnitude absoluta de -0,4. Em 11 de julho de 2008, Makemake foi oficialmente classificado como um planeta anão e plutoide.

## Órbita

Órbitas de Makemake (em azul), Haumea (verde), Plutão (vermelho) e a eclíptica (cinza). O perélio (q) e o afélio (Q) estão marcados juntos com as datas de passagem

Makemake é o segundo planeta anão mais afastado do Sol, com um semieixo maior de 45,790 unidades astronômicas (UA). Atualmente, está a uma distância de 52,5 UA (7,85×109 km) do Sol, quase atingindo seu afélio (53,073 UA), o que acontecerá em 2033. Sua órbita é parecida à de Haumea, com uma alta inclinação de 29° e excentricidade moderada de 0,16, mas é mais afastada do Sol em termos de semieixo maior, perélio e afélio. O período orbital de Makemake é de aproximadamente 310 anos, maior que o de Plutão (248 anos) e Haumea (284 anos).

## Características físicas

### Brilho e tamanho

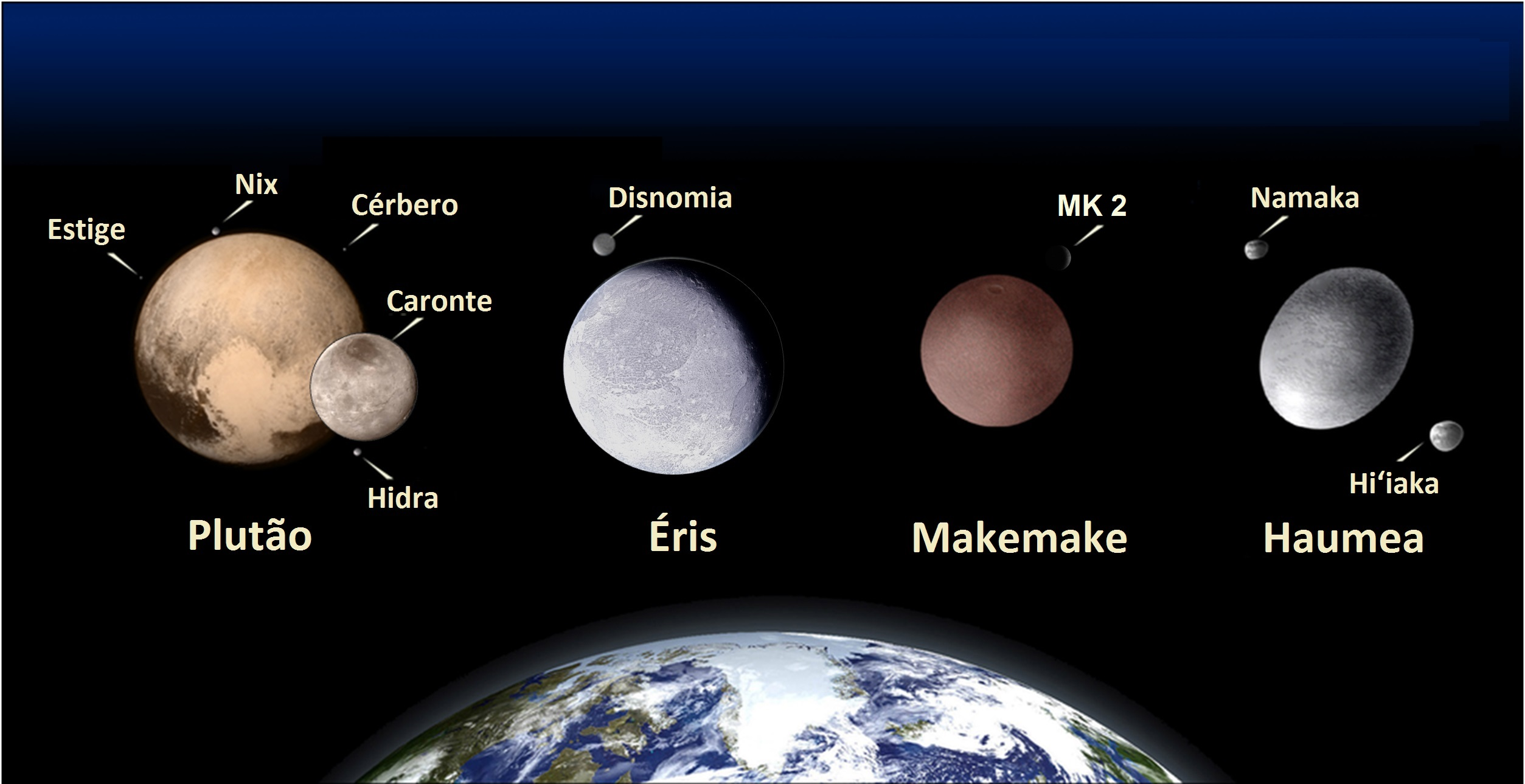
Comparação de tamanho de Éris, Plutão, Makemake, Haumea e da Terra

Makemake é o segundo objeto mais brilhante do cinturão de Kuiper, logo atrás de Plutão, tendo uma magnitude aparente de 16,7 em oposição. Isso é brilhante o suficiente para ser visto com um telescópio amador de alta qualidade. O alto albedo de Makemake de aproximadamente 80% sugere uma temperatura de cerca de 30 K (-243,2 °C). O tamanho de Makemake não é conhecido precisamente. Observações em infavermelho com o Telescópio Spitzer e o Observatório Espacial Herschel, combinadas com as semelhanças de espectro com Plutão, estimaram um diâmetro entre 1 360 e 1 480 km. Em 2012, foram publicados dados de uma ocultação estelar por Makemake em 2011, usados para calcular dimensões de 1 502 × 1 430 km. Em 2013, uma reanálise desses dados estimou um diâmetro equatorial de 1 434 ± 14 km e diâmetro polar de 1 422 ± 14 km. Isso é um pouco maior que Haumea, fazendo de Makemake o terceiro maior objeto transnetuniano conhecido, perdendo apenas para Plutão e Éris. Makemake foi o quarto planeta anão no Sistema Solar a ser reconhecido como tal, devido à sua magnitude absoluta na banda V de -0,4. Esse brilho praticamente garante que ele é grande o suficiente para alcançar equilíbrio hidrostático e tornar-se um esferoide oblato.

### Espectro

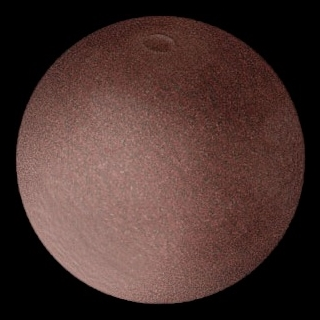
Concepção artística de Makemake

Em uma publicação no jornal Astronomy and Astrophysics em 2006, Licandro et al. relatou as medições do espectro visível e infravermelho próximo de Makemake. Eles usaram o Telescópio William Herschel e o Telescopio Nazionale Galileo e mostraram que a superfície de Makemake é parecida à de Plutão. Como Plutão, Makemake aparece vermelho no espectro visível, e bem mais vermelho que a superfície de Éris. O espectro infravermelho próximo apresenta acentuadas bandas de absorção de metano (CH4). O metano é observado também em Plutão e Éris, mas seu sinal espectral é muito mais fraco.
Análises espectrais da superfície de Makemake revelaram que o metano deve estar presente na forma de grandes grãos de pelo menos um centímetro de tamanho. Além disso, grandes quantidades de etano e tolina podem estar presentes, provavelmente criados por fotólise de metano pela radiação solar. As tolinas provavelmente são responsáveis pela cor vermelha do espectro visível. Embora existam evidências da presença de nitrogênio na sua superfície, em nenhum lugar de Makemake há o mesmo nível de nitrogênio que há em Plutão e em Tritão, onde ele constitui 98% da crosta. A relativa falta de nitrogênio em Makemake sugere que o fornecimento de nitrogênio acabou de algum modo durante a evolução do Sistema Solar.
Análises fotométricas no infravermelho distante (24–70 μm) e submilímetro (70–500 μm) feitas pelos telescópios Spitzer e Herschel revelaram que a superfície de Makemake não é homogênea. Sua maior parte é coberta por nitrogênio e gelos de metano, onde o albedo varia entre 78 e 90%, porém existem pequenas áreas de terreno escuro que compõem 3–7% da superfície, cujo albedo é de apenas 2 a 12%.

### Atmosfera
Os astrônomos esperavam que Makemake contasse com uma atmosfera semelhante à de Plutão, mas com uma pressão superficial mais baixa. No entanto, em 23 de abril de 2011, o planeta anão passou na frente de uma estrela com uma magnitude de 18 e bloqueou abruptamente a luz. Os resultados mostraram que Makemake atualmente carece de uma atmosfera substancial e colocou um limite superior de 4-12 nanobar na pressão em sua superfície.

## Satélite

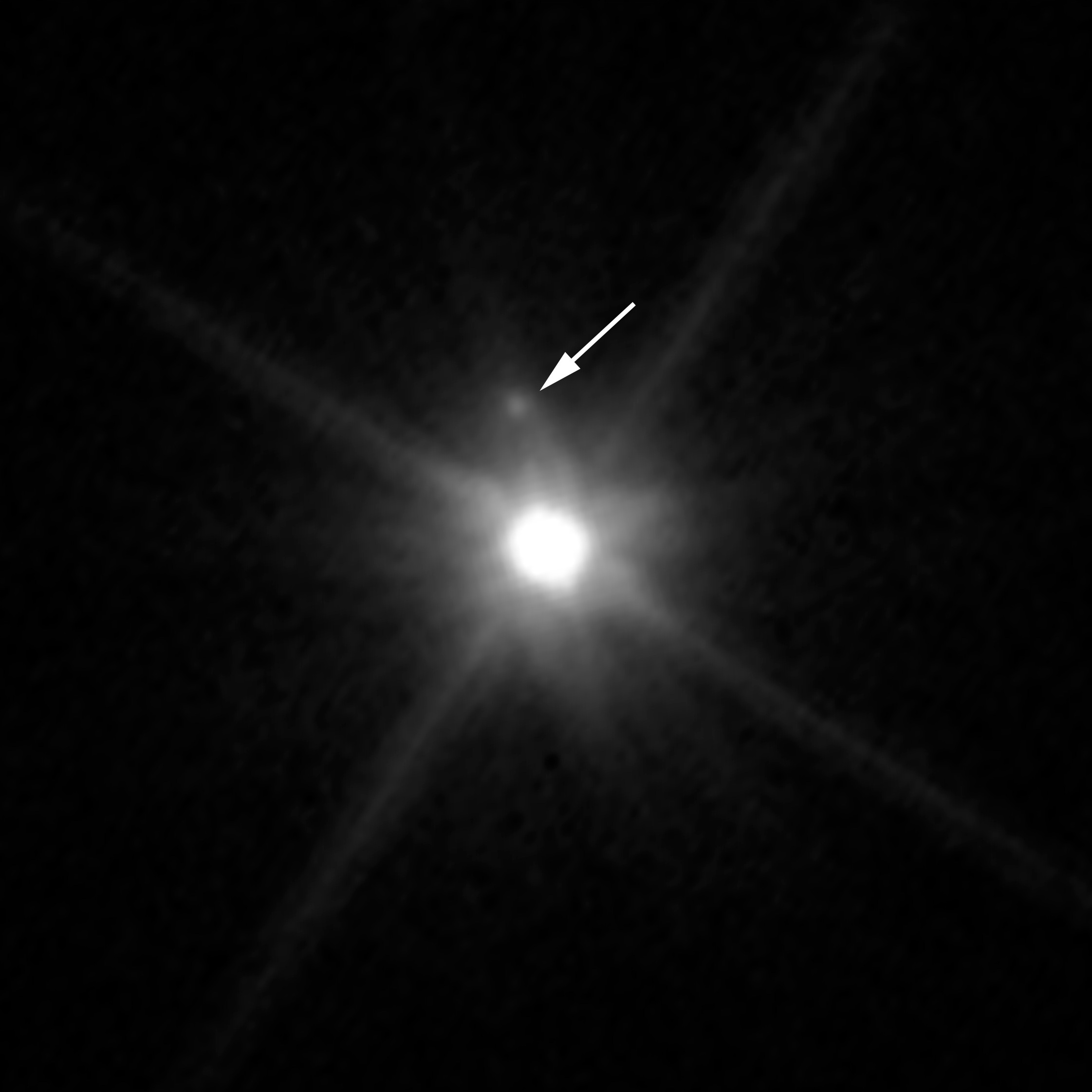
Imagem do Satélite S/2015 (136472) 1 vista pelo WFC3 do Telescópio Espacial Hubble

Observações feitas em abril de 2015 com a câmera de campo largo (WFC3) do Telescópio Espacial Hubble detectaram um satélite orbitando o planeta anão, que foi provisoriamente denominado S/2015 (136472) 1 e apelidado de MK2. Seu diâmetro foi estimado em cerca de 160 km.